# Escuela Experimental de Malvín
La Escuela Experimental de Malvín es una institución de enseñanza primaria de Montevideo, en la cual funciona la Escuela  Olympia Fernández, en el turno matutino y la Escuela Lorenzo Ríos, en el turno vespertino. Se encuentra ubicada en el barrio de Malvin, de Montevideo, entre las calles Michigan, Doctor Ovidio Decroly y Doctor Enrique Estrázulas debido a que ocupa una manzana entera de forma triangular

## Historia
En 1927 Olympia Fernández le solicita al estado uruguayo, la autorización para crear y construcción una escuela primaria en el barrio de Malvin, permiso que es otorgado el 20 de abril de 1927, cuando se autoriza la creación de la escuela. En junio de ese año, un hombre se presenta en la casa de Olympia Fernández y le hace entrega de las llaves de una pequeña construcción sobre la calle Estrázulas y Aconcagua, casa que se convertiría en la primitiva sede de la institución.
Finalmente, la escuela comienza sus actividades el 11 de junio de 1927 con solo cinco alumnos. El pronto crecimiento de la matrícula escolar, haría que comenzara a pensarse en una nueva sede, la cual brindaría el espacio adecuado para sus actividades. Es por eso que se invita al entonces Ministro de Instrucción Primaria,  Enrique Fabregat para observar con sus mismos ojos las precarias instalaciones y condiciones en que se trabajaba. Ese mismo año, mediante la aprobación de un proyecto de ley, y con la firma del Ministro y el Presidente de la República, Juan Campisteguy, se autoriza la construcción de un edificio para albergar la sede de dicha institución educativa, pero también se autoriza a aplicar el Método Decroly en la enseñanza, método que Olympia Fernández había conocido en Bélgica, e incluso trabajado con su principal impulsor, el doctor Ovidio Decroly. La aplicación de dicho método en la institución, determinó que la misma comenzará a llamarse como Escuela Experimental de Malvín, convirtiéndose en la segunda escuela de su tipo en el país.

Escuela Experimental de Malvín (fecha estimada de la fotografía: entre 1930 y 1939)

La obra de construcción de la entonces Escuela Experimental, estuvo a cargo del arquitecto Juan Antonio Scasso, quien de alguna forma intento romper con el modelo  tradicional de edificios escolares. La obra, fue inaugurada 23 de junio de 1929.
En el año 1942, asume como directora la Inspectora María Abate, quien años más tarde comienza a aplicar el Plan Estable. Finalmente en 1980, la escuela abandona su plan histórico y se convierte en una escuela primaria común.

## Actualidad
La escuela cuenta hoy con el pabellón Salvo y con los pabellones A y B. Tiene más de 20 salones, un laboratorio de experimentos, una cocina, un gran salón de actos (que en algún momento supo funcionar como cine y ahora funciona como centro cultural para la comunidad), dos enormes patios arbolados con especies autóctonas de Uruguay.
En la actualidad funcionan la Escuela Olympia Fernández, en el turno matutino y la Escuela Lorenzo Ríos, en el turno vespertino. 

## Estudiantes destacados
De la Escuela Experimental, supieron egresar destacados personajes como el humorista Petru Valenski, el director de teatro Ignacio Cardozo, el artista plástico y docente, Enrique Badaró Nadal, la ex Ministra del Interior, Daisy Tourné, el diputado Rubén Martínez Huelmo, los músicos Mario Carrero, los hermanos Ibarburu y Fulle, entre otros.